# Mohamed El-Kawisah
Mohamed El-Kawisah (8 de marzo de 1987) es un deportista libio que compite en judo. Ganó una medalla en los Juegos Panafricanos de 2011, y cinco medallas en el Campeonato Africano de Judo entre los años 2009 y 2016.

## Palmarés internacional
| Juegos Panafricanos | Juegos Panafricanos     | Juegos Panafricanos | Juegos Panafricanos |
| Año                 | Lugar                   | Medalla             | Categoría           |
| ------------------- | ----------------------- | ------------------- | ------------------- |
| 2011                | Maputo (Mozambique)     | Medalla de bronce   | –60 kg              |
| Campeonato Africano |                         |                     |                     |
| Año                 | Lugar                   | Medalla             | Categoría           |
| 2009                | Puerto Louis (Mauricio) | Medalla de plata    | –60 kg              |
| 2011                | Dakar (Senegal)         | Medalla de oro      | –60 kg              |
| 2013                | Maputo (Mozambique)     | Medalla de bronce   | –60 kg              |
| 2015                | Libreville (Gabón)      | Medalla de plata    | –60 kg              |
| 2016                | Túnez (Túnez)           | Medalla de bronce   | –60 kg              |